# اشروسنیه
اشروسنیه (عربی: الأشروسنية، آوانگاری: al-Ushrūsaniyya) نام یک هنگ ایرانی در منطقه اسروشنه در فرارود‎ بود که برای خلافت عباسی می‌جنگیدند. این سربازان تحت فرماندهی افشین بودند، اما پس از سقوط وی نیز کماکان به عباسیان وفادار ماندند. آن‌ها نقش پررنگی در هرج‌ومرج در سامرا بازی کردند.